# Ordine di Dobrzyń
L’Ordine di Dobrzyń (in polacco Zakon Dobrzyński) o Ordine di Dobrin (in tedesco Orden von Dobrin), o ancora Fratelli di Dobrzyń (in polacco Bracia Dobrzyńscy), fu un ordine militare cavalleresco creato al confine tra la Masovia e la Prussia (oggi Polonia) durante la crociata livoniana del XIV secolo volta a cristianizzare le ultime aree pagane in Europa, oggi occupate dai tre Paesi baltici.

## Contesto
I pruzzi cominciarono a eseguire incursioni massicce all'inizio del XII secolo nelle aree dell'attuale Pomerania e Masovia, scatenando ulteriore caos in una situazione politica già compromessa per via di altri conflitti in corso nell'Europa orientale. Per fermare queste incursioni, si ritenne necessario organizzare una guardia permanente della frontiera, soprattutto in Masovia. Si pensò inizialmente a richiamare i cavalieri portaspada (anche noti come Fratres militiae Cristi), operanti in Livonia dal 1202.
I cavalieri portaspada erano nel frattempo impegnati nella crociata livoniana in Livonia, Estonia e Curlandia ed in quel momento non erano conseguentemente in grado di fornire assistenza militare in terre meridionali.
Nel frattempo, la situazione del duca Corrado I di Polonia era diventata sempre più grave è lo stava portando all'esasperazione. Gruppi organizzati di pruzzi continuavano a devastare indisturbati il territorio polacco, in quanto la situazione erariale di Corrado era poco felice. La mancanza di fondi non solo gli impediva di intraprendere contro i prussiani azioni offensive, ma non poteva affrontarli neanche per difendersi.
Data la situazione, egli decise, probabilmente su consiglio del duca di Slesia Enrico I il Barbuto, di stabilire contatti con l'Hochmeister dell'Ordine Teutonico, Hermann von Salza, ma questi, dopo il fallimento della missione del suo Ordine in Ungheria, affrontò con estrema cautela la richiesta di aiuto.
Vedendo che i negoziati andavano per le lunghe e che l'Ordine Teutonico non aveva alcuna fretta di accorrere in aiuto, Corrado di Masovia si rivolse al primo Vescovo di Prussia, Cristiano di Oliwa. Per risolvere la questione, quest’ultimo decise di creare un suo ordine cavalleresco sulla scia di quanto precedentemente fatto da Alberto di Riga quando l’opera pacifica di cristianizzazione in Lituania e Lettonia fallì e si decise di usare la forza.
Nel 1220, subito dopo la decisione di costituire i Fratelli di Dobrzyń, Corrado di Masovia reclutò alcuni cavalieri della Bassa Sassonia e del Meclemburgo, ritiratisi dai cavalieri portaspada perché in conflitto con le politiche espansionistiche imposte da Riga. I cavalieri, che preferivano invece muoversi in maniera maggiormente indipendente, vennero accolti dal duca fino alla realizzazione del castello di Dobrzyń (Dobrin), sito sulla riva destra della Vistola.
Su invito del vescovo, giunsero sul posto anche alcuni membri dell'Ordine di Calatrava dalla Spagna per formare nuove reclute.
Il compito principale dei Fratelli di Dobrzyń fu la difesa del territorio polacco. Pietro di Duisburg, cronista dell'Ordine Teutonico, riporta invece che Corrado di Masovia ed i cavalieri dell'Ordine di Dobrzyń si accordarono per conquistare le terre ancora neutrali della Prussia; sarebbero poi state equamente suddivise tra l'Ordine e il duca.
Nel 1228, quando il castello di Dobrzyń fu completato, vi si trasferirono i comandanti dell’esercito: la posizione strategica dell'insediamento costituì il nucleo pulsante nella lotta contro i pruzzi. All'Ordine fu anche concessa la terra tra i fiumi Kamenica e Helmenitsa: a qu punto, i cavalieri erano pronti ad agire e a mettersi in gioco.

## Operazioni militari

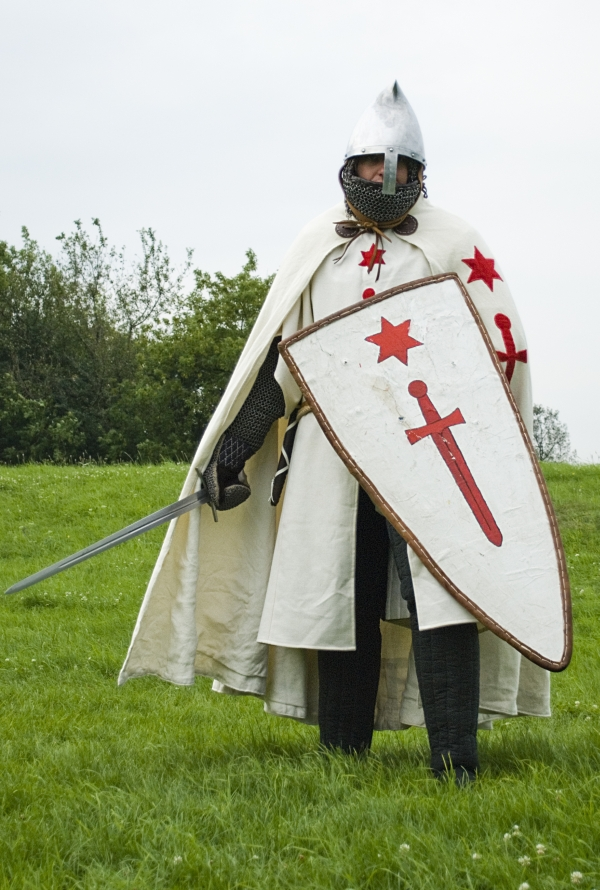
Armatura da cavaliere dell’Ordine di Dobrzyń indossata nell'ambito di una rievocazione storica in Polonia

Anche se inizialmente vi erano solo 15 cavalieri con i loro scudieri, essi iniziarono pian piano a rappresentare una forza significativa. I cavalieri iniziarono a muoversi forti dell’appoggio dell’ordine cistercense grazie al vescovo Brunwrd di Schwerin. Tuttavia, sin dall'inizio, i Fratelli risultarono in gran parte inefficaci, sebbene inizialmente ebbero qualche successo nello scacciare i pruzzi dalla terra di Chełmno. Ad ogni attacco, le popolazioni locali seppero reagire con prontezza grazie a continue incursioni. Qualche tempo dopo, i pruzzi allestirono un numeroso esercito direzione Dobrzyń; nello scontro che ne seguì, persero la vita la maggior parte dei cavalieri dell'Ordine ed i sopravvissuti fuggirono verso il castello. I pruzzi tentarono così l’assalto finale, ma non riuscirono a penetrare. Seguirono nuovi tentativi d’assalto nel corso dell’intero XII secolo, senza successo.
Nel 1223, la maggior parte dei crociati tedeschi e polacchi lasciarono la regione ed i prussiani devastarono ancora una volta l’areale di Chełmno e la Masovia, costringendo il duca Corrado a cercare rifugio nel castello di Płock: nel frattempo le popolazioni si spinsero così avanti da riuscire a raggiungere la costa del mar Baltico mentre nel frattempo i Pruzzi avevano addirittura raggiunto il mar Baltico e la città di Danzica in Pomerelia.

## Soppressione dell’ordine
Nel 1224, il duca Corrado aizzò nuovamente i cavalieri contro i pruzzi. Anch'essi vennero respinti, e la controffensiva dei prussiani fu talmente devastante da causare la fuga dei generali militari in Pomerania, terra controllata da Swietopelk II.
Il numero di cavalieri ormai bassissimo (si parla di 35 unità), entrò a far parte dell'Ordine teutonico intorno al 1235, su approvazione del Pontefice con l’emanazione della Bolla d’oro di Rieti.
Alcuni fratelli rifiutarono la fusione. Nel 1237, le forze rimanenti furono così spostate a Drohiczyn per aumentare la presenza militare nella Polonia orientale. I Fratelli di Dobrin furono menzionati un’ultima volta in atti ufficiali quando Drohiczyn fu espugnata nel 1240 dal principe di Galizia e Volinia, con il compito difensivo affidato sia a membri teutonici sia a cavalieri templari.